# EconTalk
EconTalk (букв. икономически разговор) е седмичен подкаст на професор Ръсел Робъртс в Университет „Джордж Мейсън“. Разговорът се състои между Робъртс и интервюиран гост, най-често професионален икономист, като двамата дискутират въпроси в икономиката. Всеки епизод продължава почти час, но дължината на подкаста варира. Подкастът е забележителен със своите разбираеми, ясни, в същото време дълбоки разговори върху икономиката, както и заради способността си да въведе икономическия начин на мислене в широк кръг от въпроси.
Страницата на EconTalk се хоства от сайта на Econlib.